# 마한 항공
마한 항공(영어: Mahan Air)은 이란의 항공 회사로 허브 공항은 테헤란 이맘 호메이니 국제공항이 있으며 본사는 이란 테헤란에 위치해 있다.

## 역사
1991년에 설립되어 이란 최초의 민간 항공사로 1992년에 취항을 개시했다. 2001년에 IATA에 가입해 알마한디 기관이 소유하고 있다. 2007년 3월 2500여명의 종업원을 보유하고 있다. 1993년 5월의 운항을 개시 하면서 마한 항공은 2개의 국내선 노선과 2대의 투폴레프 Tu-154 항공기로 구성되어 있었다. 1999년에 급속도로 성장 하면서 최초로 에어버스 A300 항공기를 도입했고 2001년에 단거리용 여객기 에어버스 A310을 도입했다. 2007년 9월 11일 유럽 연합은 EU 역내 취항 금지 항공 회사 목록에서 금지되고 있는 항공 회사의 리스트에 추가 하면서 취항이 금지되었다. 그러나 2008년 7월 25일을 기해 EU 역내 취항 금지 항공 회사 목록에서 해제 되었다.

## 운항 노선
- 2012년 4월 현재 마한 항공은 다음과 같은 노선을 취항하고 있다.

## 보유 기종
- 2021년 1월 기준으로 마한 항공은 다음과 같이 보유하고 있으며 평균 기령은 23.3년이다.[2][3][4]

## 사진

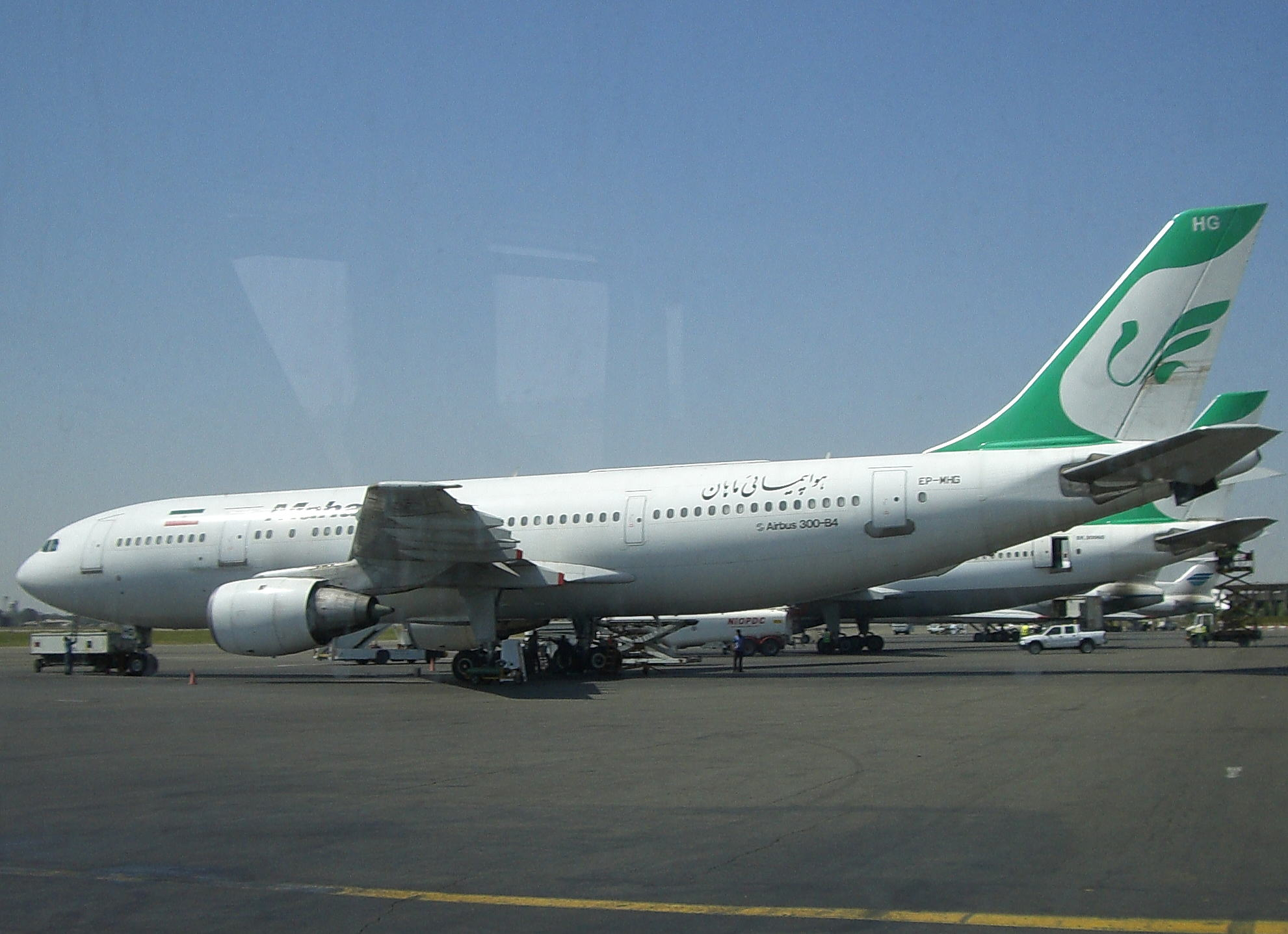
마한 항공 소속 에어버스 A300B4 항공기
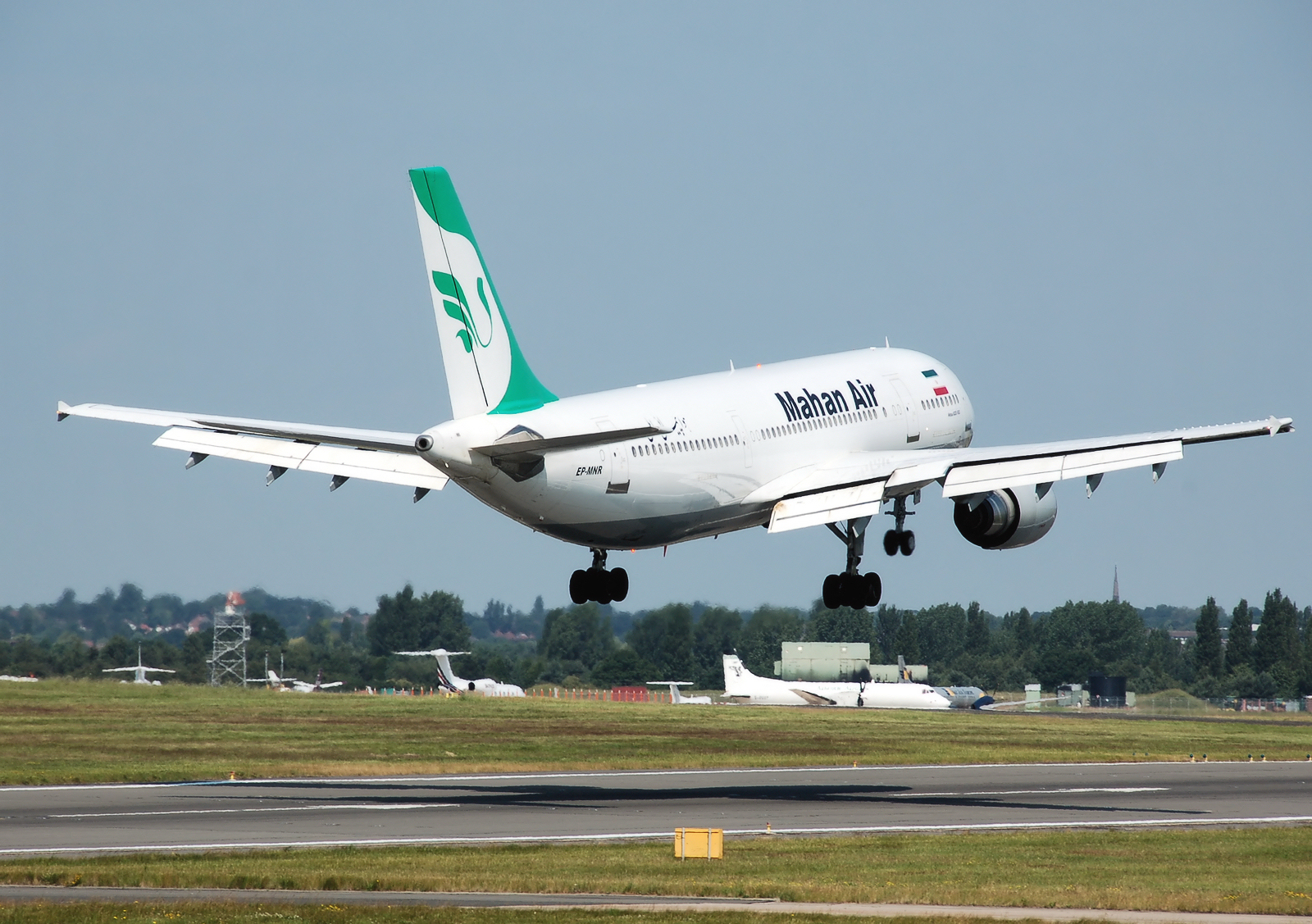
마한 항공 소속 에어버스 A300-600 항공기
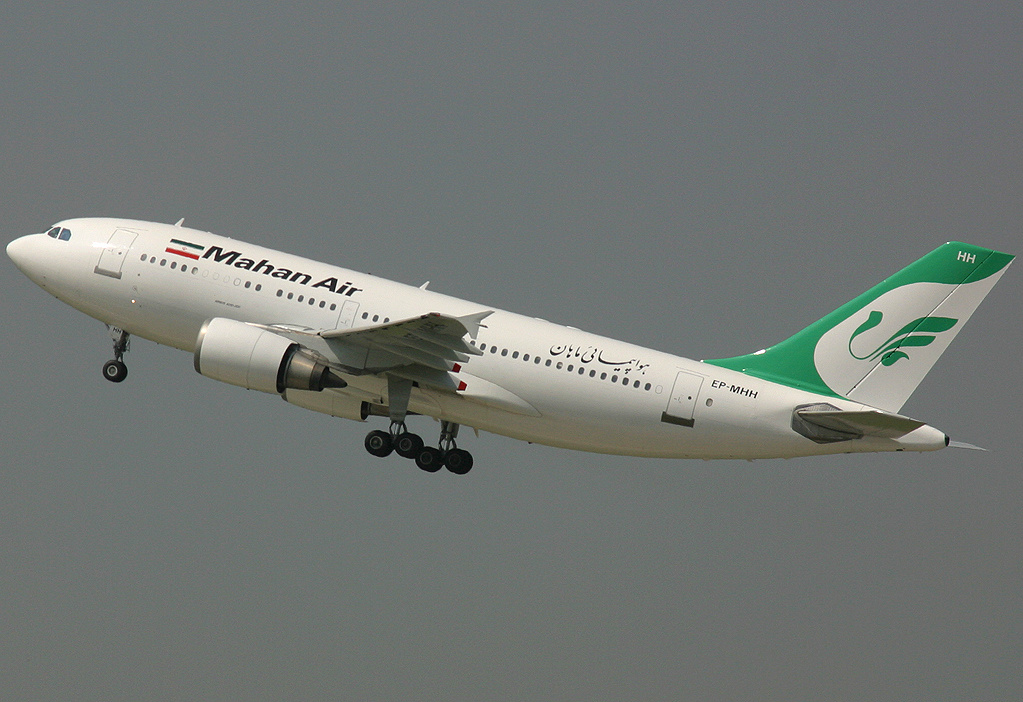
마한 항공 소속 에어버스 A310-300 항공기
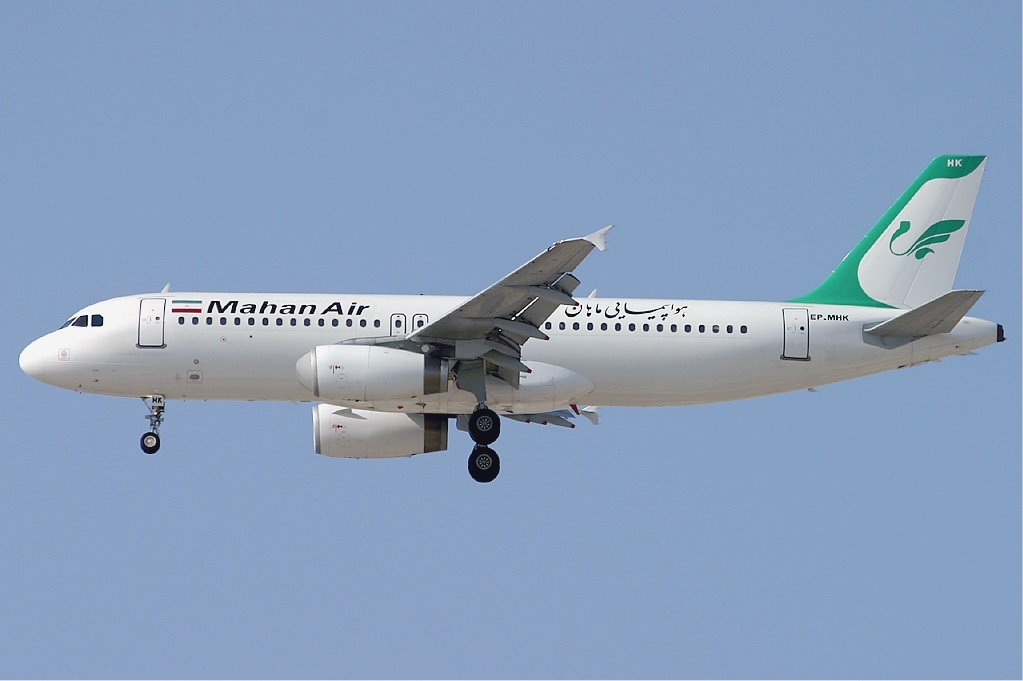
마한 항공 소속 에어버스 A320-200 항공기
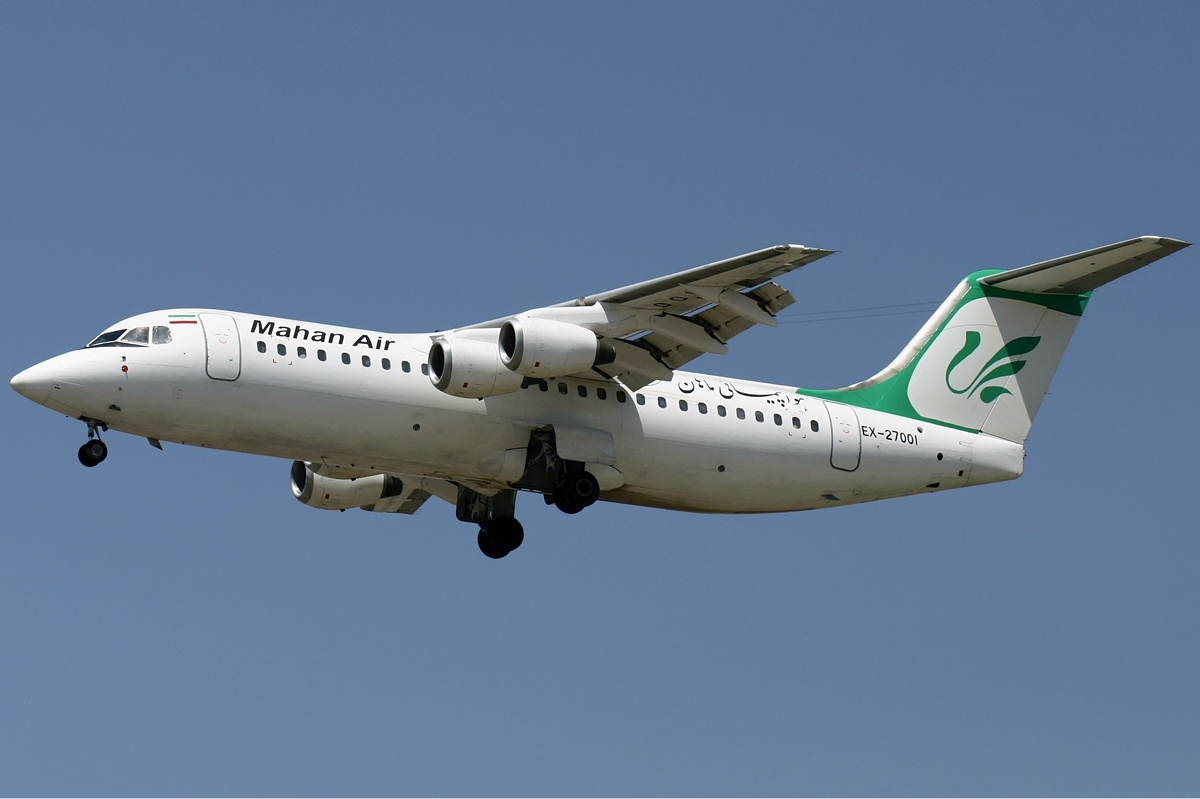
마한 항공 소속 BAE 146 항공기
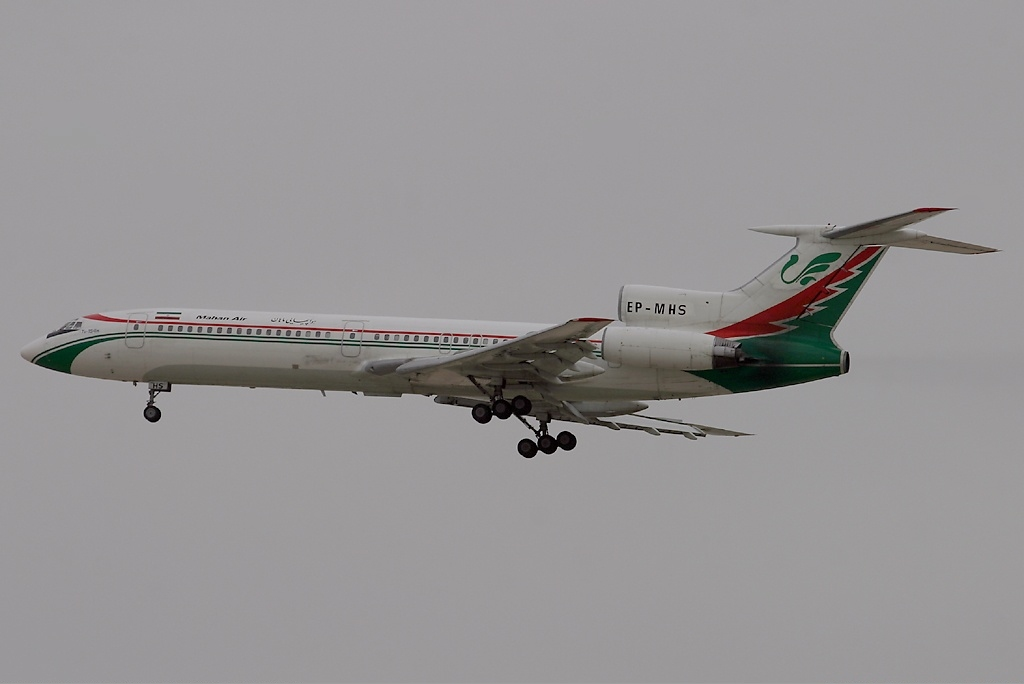
마한 항공 소속 투폴레프 Tu-154M 항공기